# Laktocepin
Laktocepin (EC 3.4.21.96, CEP, ektracelularna laktokokalna proteinaza, laktokokalna ćelijska wsve-asocirana proteinaza, laktokokalna proteinaza asocirana sa ćelijskim omotačem, laktokokalna proteinaza, PrtP) je enzim. Ovaj enzim katalizuje sledeću hemijsku reakciju
Endopeptidazna aktivnost sa veoma širokom specifičnošću. Specifičnost se javlja u izvestnoj meri, npr. veliki hidrofobni ostataci u P1 i P4 pozicijama, i Pro u P2 poziciji. Ovaj enzim je najbolje poznat po dejstvu na kazeine, mada je poznata da može da hidrolizuje hemoglobin i oksidovane lance insulina B
Ovaj enzim je vezan za ćelijski zid Laktococcus lactis.

## Literatura
- Nicholas C. Price; Lewis Stevens (1999). Fundamentals of Enzymology: The Cell and Molecular Biology of Catalytic Proteins (Third изд.). USA: Oxford University Press. ISBN 019850229X.
- Eric J. Toone (2006). Advances in Enzymology and Related Areas of Molecular Biology, Protein Evolution (Volume 75 изд.). Wiley-Interscience. ISBN 0471205036.
- Branden C; Tooze J. Introduction to Protein Structure. New York, NY: Garland Publishing. ISBN 0-8153-2305-0.
- Irwin H. Segel. Enzyme Kinetics: Behavior and Analysis of Rapid Equilibrium and Steady-State Enzyme Systems (Book 44 изд.). Wiley Classics Library. ISBN 0471303097.

## Spoljašnje veze
- Lactocepin на 